# 1748 en arts plastiques
| Années des arts plastiques : 1745 - 1746 - 1747 - 1748 - 1749 - 1750 - 1751    |
| Décennies des arts plastiques : 1710 - 1720 - 1730 - 1740 - 1750 - 1760 - 1770 |

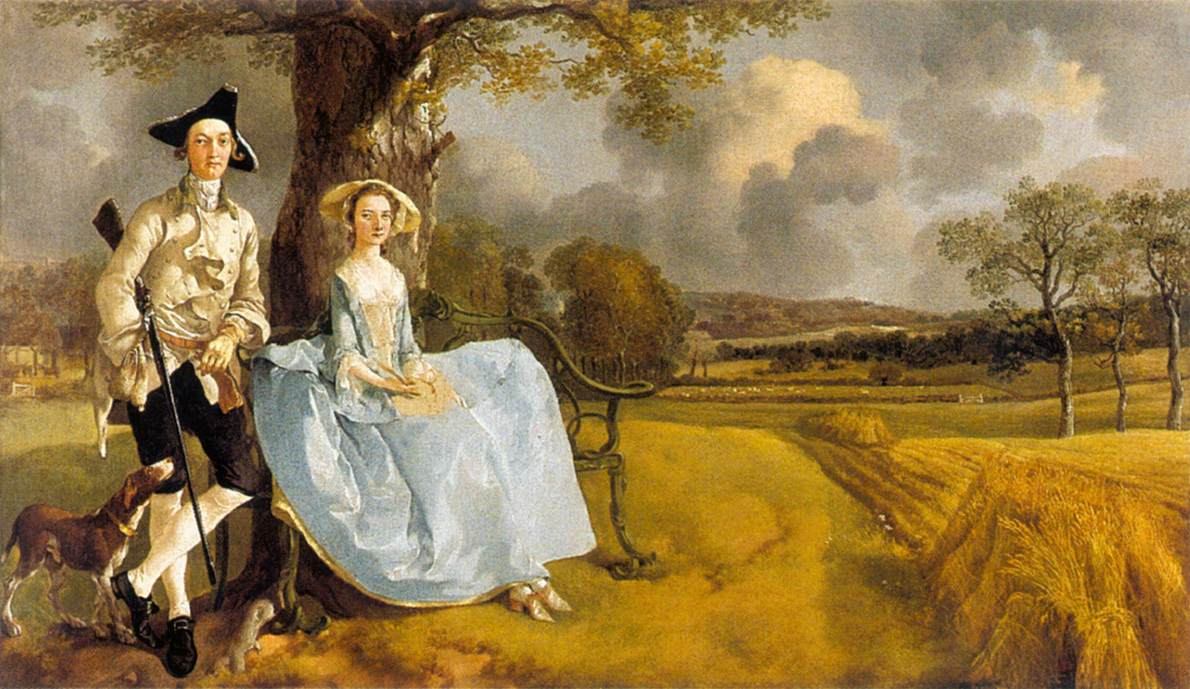
Mr and Mrs Andrews, de Thomas Gainsborough, National Gallery (Londres), 1748-49.

Cette page concerne l'année 1748 en arts plastiques.

## Naissances
- 10 janvier : Antonio Carnicero Mancio, peintre espagnol († 21 août 1814),
- 2 février : François-Marie-Isidore Queverdo, peintre dessinateur et graveur français († 24 décembre 1797),
- 17 mars : Antoine Graincourt, peintre et miniaturiste français († 26 décembre 1823),
- 19 juillet : Pierre-Alexandre Wille, peintre français († 9 janvier 1821),
- 30 août : Jacques-Louis David, peintre français († 1825),
- 26 septembre : Johann Sebastian Bach, peintre allemand († 11 septembre 1778),
- 2 novembre : Charles-Eugène Duponchel, graveur français († 13 septembre 1793),
- 6 novembre : Carlo Labruzzi, peintre et graveur italien († 8 décembre 1817),
- 24 novembre : Satake Yoshiatsu, daimyo et peintre japonais († 6 juillet 1785),
- 5 décembre : Giuseppe Mazzola,  peintre italien († 1838),
- Date précise inconnue ou non renseignée :
  - Giuseppe Antonio Fabbrini, peintre rococo italien († après 1795),
  - Thomas Holloway, peintre portraitiste et graveur britannique († 28 février 1827),
  - Cirilo Volkmar Machado, peintre, sculpteur et architecte portugais († 1823),
  - Tommaso Pollace, peintre italien († 1830).

## Décès
- 28 janvier : Pierre Dulin, peintre français (° 17 septembre 1669),
- 24 février : Johann Rudolf Huber, portraitiste suisse (° 21 avril 1668),
- 29 mars : Joseph Christophe, peintre de genre et d'histoire français (° 1662),
- 11 juin : Felice Torelli, peintre baroque italien de l'école bolonaise (° 9 septembre 1667),
- 21 juin : Daniel Sarrabat, peintre  français (° 10 octobre 1666),
- 6 octobre : Nicola Grassi, peintre italien (° 7 avril 1682),
- ? : Ferdinando del Cairo, peintre baroque italien (° 1666).